# Сент-Этьен-лез-Орг (кантон)
Сент-Этье́н-лез-Орг (фр. Saint-Étienne-les-Orgues) — кантон во Франции, находится в регионе Прованс — Альпы — Лазурный Берег, департамент Альпы Верхнего Прованса. Входит в состав округа Форкалькье.
Код INSEE кантона — 0423. Всего в кантон Сент-Этьен-лез-Орг входит 8 коммун, из них главной коммуной является Сент-Этьен-лез-Орг.

## Коммуны кантона
| Коммуна            | Население, чел. (2006) | Почтовый индекс | Код INSEE |
| ------------------ | ---------------------- | --------------- | --------- |
| Крюи               | 585                    | 04230           | 04065     |
| Лардье             | 116                    | 04230           | 04101     |
| Мальфугас-Оже      | 201                    | 04230           | 04109     |
| Монло              | 133                    | 04230           | 04130     |
| Онгль              | 325                    | 04230           | 04141     |
| Ревест-Сен-Мартен  | 89                     | 04230           | 04164     |
| Сент-Этьен-лез-Орг | 1 149                  | 04230           | 04178     |
| Фонтьен            | 131                    | 04230           | 04087     |

## Население
Население кантона на 2007 год составляло 2 781 человек.
| 1962  | 1968  | 1975  | 1982  | 1990  | 1999  | 2006  | 2007  | 2008 |
| ----- | ----- | ----- | ----- | ----- | ----- | ----- | ----- | ---- |
| 1 113 | 1 231 | 1 271 | 1 536 | 2 202 | 2 294 | 2 729 | 2 781 | —    |